# Église Saint-Pierre de Mazerat-Aurouze
Pour les articles homonymes, voir Église Saint-Pierre.
L'église Saint-Pierre est une église catholique située à Mazerat-Aurouze, en France.

## Localisation
L'église est située dans le département français de la Haute-Loire, sur la commune de Mazerat-Aurouze.

## Historique
L'église actuelle dépendait d'un prieuré fondé par Alexandre d'Aubusson vers 1078 qui dépendait de la Chaise-Dieu. L'édifice a été classé en totalité au titre des monuments historiques le 12 septembre 1931.
Le bâtiment du prieuré a quant à lui été inscrit en totalité le 15 janvier 1932. 
L'église montre une litre funéraire peinte sur les murs intérieurs et faisant le tour de l'église. Cette litre est le support d'armes héraldiques que l'on peut décrire ainsi : de gueules, à une tour d'argent ajourée et maçonnée de sable, accostée de six fleurs de lys du second émail en pal. Ces armes sont à rapprocher de celles de la famille Tourzel d'Allègre (dite « d'Alegre ») : de gueules à une tour ajourée et maçonnée de sable, accostée de six fleurs de lys d'or en pal. G. Chevassus confirme l'attribution à cette famille. Toutefois, la couleur des fleurs de lys varient. Au-delà de cette variation, qui peut tenir tant à l'altération ou la rénovation des peintures qu'à une brisure héraldique propre à une branche familiale, ces armes nous renseignent sur le lien qui a pu exister entre ce territoire et cette vieille famille auvergnate.

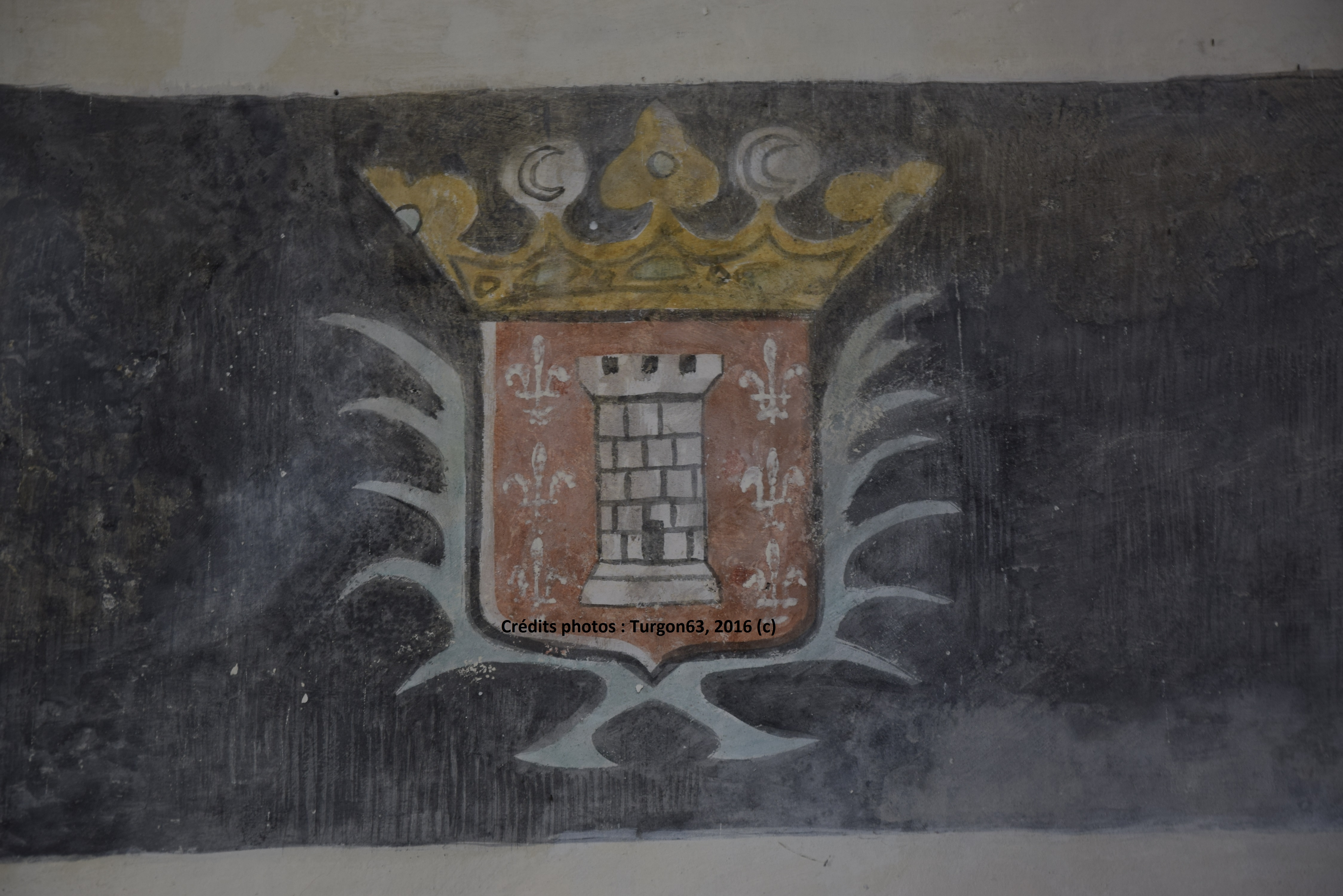
Armes de la famille Tourzel d'Allegre peinte dans l'église Saint-Pierre de Mazérat-Aurouze.

Le blasonnement de la famille Tourzel d'Allègre a évolué au cours des temps pour se fixer comme précédemment décrit, semble-t-il, vers 1527. De ce fait, l'apparence des armes héraldiques peintes sur la litre de l'église situerait la date de la peinture après 1527.    
Elle montre aussi de remarquables peintures féodales et religieuses plus anciennes, datées du début du XIVe siècle d'après A. Courtille et redécouvertes récemment. Là encore, l'histoire réapparaît avec l'héraldique et la représentation artistique.
Ainsi, on note dans l'absidiole centrale une représentation fabuleuse d'un chevalier en arme et perçant de sa lance un animal fantasmatique mi-oiseau, mi-serpent. Ce chevalier n'est pas identifié et porte sur son bouclier et sur la robe de son cheval une croix de couleur difficilement identifiable, sable, azur ou gueule, sur champ d'argent. Il s'agirait de la représentation de Saint-Georges, portant un bouclier à la croix rouge des croisés (G. Chevassus, 2003).
Là encore, un écu armorié est représenté en plusieurs exemplaires de ce côté : de gueules au lion d'hermine.
En face, sur le côté gauche de l'absidiole, un chevalier, identifiable à son heaume posé près de lui et à son bouclier tenu à la main, est agenouillé et prie. Il porte aussi : de gueule au lion d'hermine. Ces armes héraldiques correspondent vraisemblablement aux armes de la famille de Montaigut  et le chevalier, d'après A. Courtille (idem), serait Pierre de Montaigut, seigneur d'Aurouze. L'âge de ces peintures familiales remonterait donc à l'époque de ce personnage.

## Description
L'église, bâti probablement entre la fin du XIe et le début du XIIe siècle, est construite avec un appareil de tuf volcanique, matériau de qualité médiocre.

## Liste de prieurs
- Alexandre d'Aubusson[8]